# دارکوب ماژلان
دارکوب ماژلان با نام علمی Campephilus magellanicus یکی از انواع دارکوب‌های بزرگ‌جثه است و می‌توان آن را در شیلی در حاشیهٔ کوه آند و در بخش‌هایی از جنوب‌غربی آرژانتین مشاهده نمود. این پرنده جنوبی‌ترین نمونه از سردهٔ Campephilus است که دارکوب‌های منقارعاجی را نیز شامل می‌شود.

## مشخصات
دارکوب ماژلان ۴۵ سانتی‌متر طول دارد و وزن آن در پرندگان نر بین ۳۱۲ تا ۳۱۶ و در پرندگان ماده بین ۲۷۶ تا ۳۱۲ گرم است. این پرنده بزرگترین دارکوب آمریکای جنوبی و یکی از بزرگترین دراکوب‌های جهان است (از گونه‌های موجود تنها دارکوب سیاه و دارکوب بزرگ از دارکوب ماژلان بزرگترند).
این دارکوب‌ها عمدتاً سیاهرنگ بوده و نوک بال‌هایشان سفید است و منقاری اسکنه‌مانند دارند. نرها سر و تاجی سرخ‌رنگ دارند اما سر ماده‌ها عمدتاً سیاهرنگ است و تنها در ناحیه‌ای در نزدیکی رویشگاه منقارشان رنگ قرمز دیده می‌شود. جوجه‌ها به پرندگان ماده شباهت دارند اما تاجشان کوچکتر است و از نظر رنگ قهوه‌ای‌ترند.
آواهایی همچون «کی-ییو» و «پی-کاا»، معمولترین آواهای پرنده هستند.

## تغذیه
لارو حشرات و سوسک‌های بالغ غذای اصلی دارکوب‌های ماژلان را تشکیل می‌دهند. این پرنده همچنین از خزندگان کوچک نیز تغذیه می‌کند.

## تولیدمثل
دارکوب‌های ماژلان در اواخر پاییز تا اوایل زمستان به جفت‌گیری و تولیدمثل می‌پردازند. آنها لانه‌شان را در فاصلهٔ ۵ تا ۱۵ متری بالاتر از سطح زمین در درختان حفر می‌کند و پرندهٔ ماده بین ۱ تا ۴ تخم می‌گذارد.